# 林与
林 与（はやし たすく）は、幕末の徳山藩士。父は林芳雲。諱は熹之。家格は馬廻で、禄高は150石。物頭番頭として徳山藩の軍政改革にあたり、戊辰戦争では献功隊の参謀兼軍監を務めた。

## 生涯
天保14年（1843年）6月14日、藩校・興譲館の教授や側用人、当役相談役を務めた徳山藩士・林芳雲の長男として生まれる。徳山藩藩主・毛利元蕃のもとで物頭番頭を務め、軍政改革にあたった。
文久2年（1862年）、藩主・元蕃の先発として上洛し、京の守衛を務める。元治元年（1864年）、砲術の修行の為、長州藩の守永弥右衛門が統率する荻野隊に入隊し、下関の彦島砲台の守備についた。
慶応3年（1867年）12月、藩主・元蕃の命により、王政復古の大号令前後の緊迫した上方の情勢を探るために上京。「筆商人の林屋与右衛門」と身分を偽って入京し、情報収集の任務を果たして帰国した。
慶応4年（1868年）1月に戊辰戦争が勃発。同年9月3日には徳山藩に対しても、至急秋田方面に出陣して新政府軍を応援するようにとの命が下った。そこで9月23日に献功隊と山崎隊の各一中隊200人が徳山藩を出立し、与は献功隊の参謀兼軍監を務めた。10月3日に長州藩の駒井政五郎が率いる整武隊と合流して三田尻から出港。10月9日に出羽国土崎港へ着陣したが、既に奥羽は平定されていたため、直ちに青森へと移動した後、しばらく待機することとなる。
明治2年（1869年）4月8日、長州藩の山田顕義に率いられた新政府軍は青森から蝦夷の乙部村に上陸。与の率いる献功隊は長州藩の整武隊や松前藩等の兵と共に峠越えの道を進軍し、4月13日から二股口の戦いで旧幕府軍の土方歳三と戦った。4月23日に整武隊を率いる駒井政五郎が戦死するなど苦戦を強いられた新政府軍だったが、4月29日には新政府軍の別働隊に退路を断たれることを危惧した土方歳三が五稜郭へ撤退し、与らは5月2日に函館まで20kmほどの位置にある大川村を占拠した。5月8日に大川村に夜襲を仕掛けた榎本武揚自らが率いる旧幕府軍を撃退したが、与はこの時の戦闘で戦死した。享年27。与に子は無く、従兄の林正謹（林謹治）が後を継いだ。
明治2年（1869年）に靖国神社に合祀され、明治45年（1912年）には正五位を追贈された。墓は山口県周南市の上田平墓地にあり、北海道函館市汐見の函館護国神社（函館招魂社）や、山口県周南市富田の新南陽護国神社（永源山招魂場、富田招魂社、富田護国神社）にも祀られている。